# Alex Haffner
Alexander Haffner (genannt Alex Haffner; * 2. August 1883 in Münsingen; † 2. Juli 1969 in Stuttgart) war ein deutscher Manager und Politiker (CDU).

## Leben
Nach seiner Schulzeit und Studium an den Universitäten  Tübingen und Berlin schloss Alexander Haffner 1908 ein Studium der Wirtschaftswissenschaften und anschließend der Rechtswissenschaften im Jahre 1911, jeweils mit Promotion ab.  In Tübingen wurde er Mitglied der Studentenverbindung Normannia. Er war ab 1914 in der Schuhfabrik „J.Sigle & Cie, Kornwestheim OHG“, die fast ausschließlich Salamanderschuhe in Kornwestheim herstellten tätig und wurde 1916 zum kaufmännischen Direktor berufen. Damit war er die rechte Hand des Aufsichtsratsvorsitzenden  Max Levi (1868–1925), ab 1925 Generaldirektor des Unternehmens, und zuletzt bis 1955 als Vorstandsvorsitzender eingesetzt.

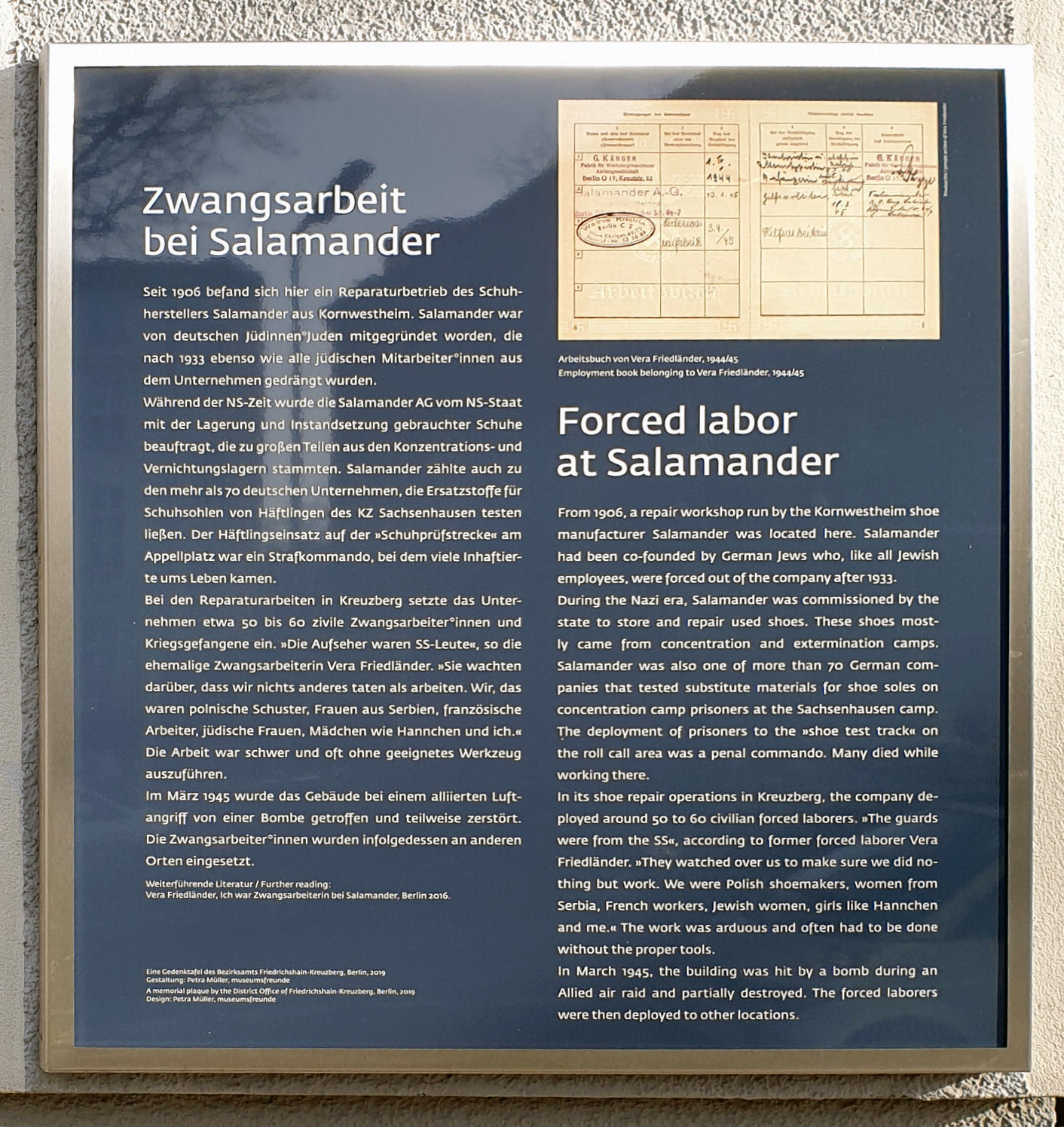
„Zwangsarbeit bei Salamander“, in Berlin-Kreuzberg

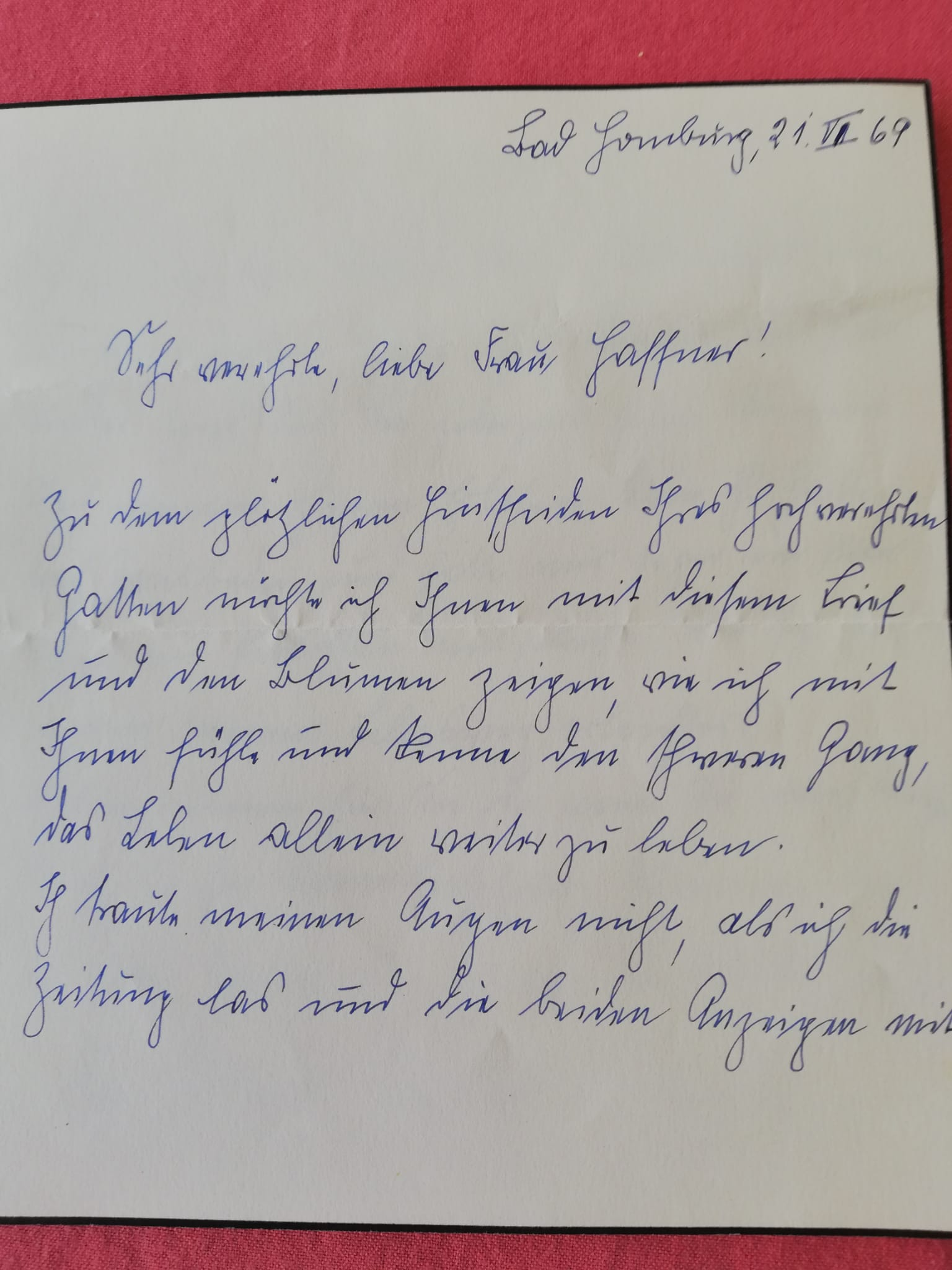
Brief von Elisabeth Gärtner-Strünck (Witwe von Theodor Strünck) Seite 1

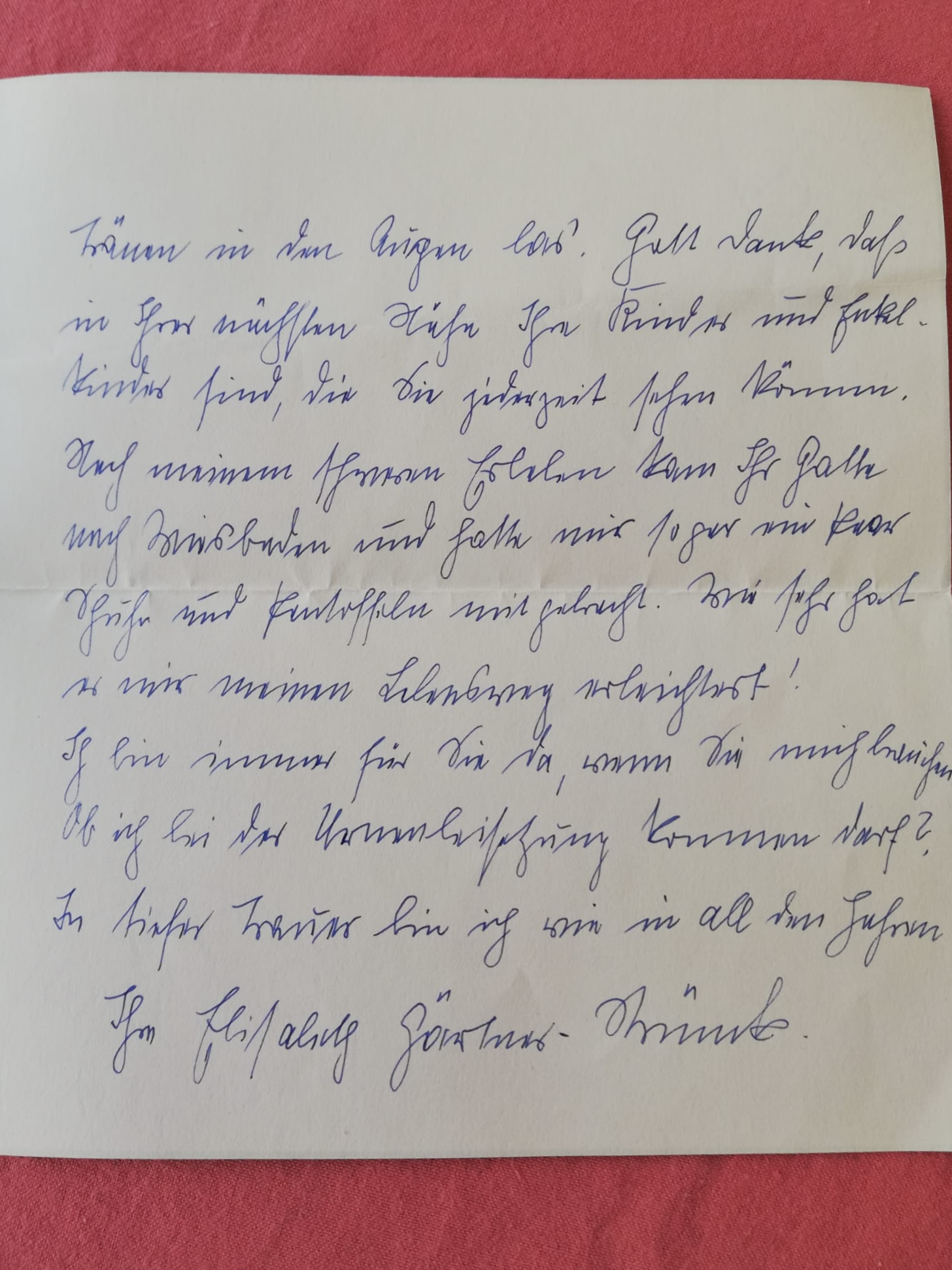
Brief von Elisabeth Gärtner-Strünck (Witwe von Theodor Strünck) Seite 2

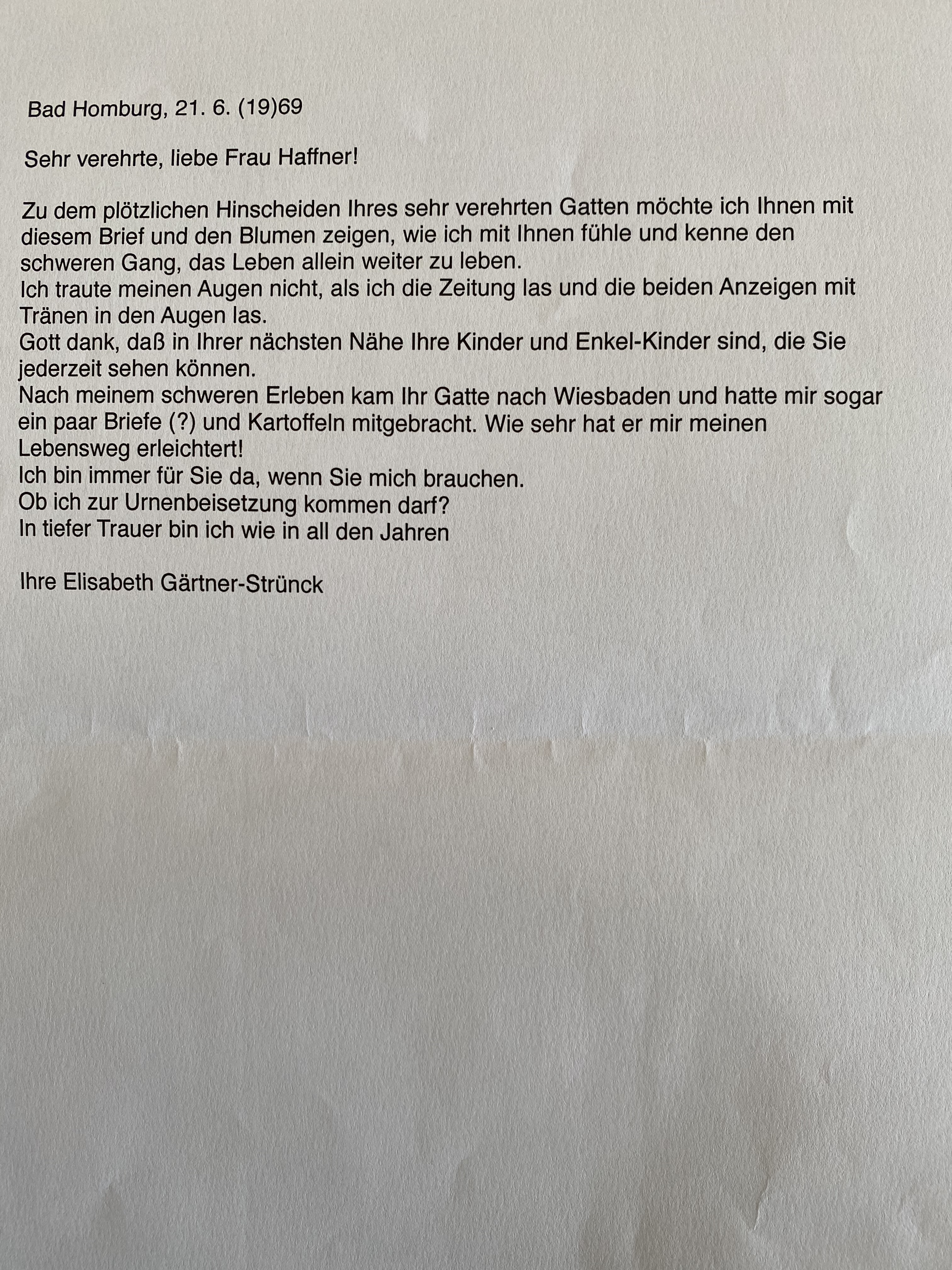
Brief von Elisabeth Gärtner-Strünck (Witwe von Theodor Strünck) Übersetzung

Im Juli 1930 wurden alle Bestandteile der J.Sigle AG an die neu gebildete Salamander AG Kornwestheim übertragen. Alexander Haffners Rolle in der Zeit des Nationalsozialismus wird in der Literatur uneinheitlich betrachtet. 
Einige sehen in ihm zumindest einen Mitläufer des Nationalsozialismus, wenn nicht einen Profiteur. Sie argumentieren, dass Alexander Haffner als Generaldirektor zusammen mit dem Aufsichtsratsvorsitzenden Jakob Sigle (bis 1935) bzw. Ernst Sigle (ab 1935) hauptverantwortlich für die bereits Anfang 1933 begonnene Arisierung der Salamander AG, der Lederfirma J. Mayer & Sohn in Offenbach und der Schuhfabrik Bernhard Ross in Speyer im Jahre 1936 war. Hinzu kam 1937 der Erwerb von Anteilen bei der Arisierung der Lederfabrik Sihler & Cie. AG in Zuffenhausen. Aufgrund seiner Stellung war Haffner auch der Hauptverantwortliche sowohl für die Ausbeutung und oftmals menschenunwürdige Behandlung tausender Zwangsarbeiter während des Zweiten Weltkriegs durch die Salamander AG als auch für die „Weiterverwertung“ hunderttausender Paar Schuhe der Ermordeten aus den Vernichtungslagern im Salamander-Reparaturbetrieb in Berlin-Kreuzberg.
Als Generaldirektor des seinerzeit größten deutschen Schuhherstellers war Haffner mitverantwortlich für die Misshandlung und die Ermordung tausender Häftlinge durch die SS auf der „Schuhprüfstrecke“ im KZ Sachsenhausen. „Aus Unterlagen der staatlichen Stellen im Bundesarchiv Berlin geht hervor, dass führende Manager von Salamander nicht nur an der Entscheidung, überhaupt eine Teststrecke im KZ Sachsenhausen zu bauen und mit Häftlingen zu betreiben, beteiligt waren. Salamander gehörte auch zu den ersten Firmen, die ab Juni 1940 freiwillig Werkstoffe und Schuhmodelle für die Erprobung in das KZ schickten. Nachweislich gab es Besuche von Managern der Firma Salamander im KZ Sachsenhausen. Sie begutachteten dort die Versuche und hatten direkten Kontakt zu den KZ-Häftlingen, die sich vor ihnen zur Inspektion der Schuhe aufstellen mussten. Auch in anderen Punkten lassen sich direkte KZ-Verbindungen der Unternehmensleitung nachweisen. So nahmen etwa Mitglieder des obersten Managements in der Kriegswirtschaft führende Posten in verschiedenen technischen Ausschüssen ein, die sich über fast fünf Jahre mit der Auswertung der KZ-Versuche beschäftigten. Männer wie Ernst Sigle, Angelo Hammelbacher, Robert Eichenlaub und Hans Dietmann wussten daher genau Bescheid darüber, dass hier KZ-Häftlinge für ihre Zwecke missbraucht wurden.“ Salamander zahlte für die Tests auf der „Schuhprüfstrecke“ eine „Nutzungsgebühr“ in Höhe von 6 RM pro Tag und Häftling an das Reichsamt für Wirtschaftsausbau.
Andere wiederum weisen darauf hin, dass Alexander Haffner selbst ein erklärter Gegner des Nationalsozialismus gewesen sei. Vertreter dieser Ansicht in der historischen Bewertung Haffners können sich unter anderem darauf stützen, dass Haffner den Kreis um Goerdeler finanziell unterstützt hat. Auch finden sich diesbezügliche Aussagen von damaligen Funktionsträgern des Nationalsozialismus, die selbst Haffner keineswegs als einen nationalsozialistisch eingestellten Menschen wahrgenommen haben, sondern in ihm einen Unternehmer sahen, der deutlich auf Distanz zu NS-Ideologie gestanden habe und mit der Witwe von Theodor Strünck lebenslang befreundet war.
1947 bis 1948 war Haffner Abgeordneter im Wirtschaftsrat des Vereinigten Wirtschaftsgebietes, in dem er die CDU in Württemberg-Baden vertrat. 1949 gehörte er zu den Gründern der Frankfurter Allgemeinen Zeitung, in deren Verwaltungsrat er den Vorsitz übernahm. 1953 wurde er Ehrensenator der Universität Tübingen.
Haffners Lebenslauf, der widersprüchlicher nicht sein kann, lässt sich mit einem Zitat Theodor W. Adornos zusammenfassen: „Es gibt kein richtiges Leben im falschen“.

## Veröffentlichungen
- Das Notenbankwesen in der Schweiz, England und Deutschland, Leipzig 1908 (zugl. Diss. Univ. Tübingen 1908)
- Das Geld und die Reichsfinanzreform, Berlin 1909
- Das ständige kaufmännische Schiedsgericht, Berlin 1911 (zugl. Diss. Univ. Tübingen 1911)
- Aufzeichnungen, Frankfurt a. M. 1966